# Тюрюшлинский сельсовет
Тюрюшлинский сельсовет — муниципальное образование в Стерлитамакском районе Башкортостана.
Административный центр — село Тюрюшля.

## История
Согласно Закону о границах, статусе и административных центрах муниципальных образований в Республике Башкортостан имеет статус сельского поселения.
19.10.1992 г. из состава Тюрюшлинского сельсовета выделен Золотоношский сельсовет, включённый обратно 19.11.2008 г.
Указ Президиума ВС РБ от 19.10.1992 № 6-2/438 "Об образовании Золотоношского сельсовета в Стерлитамакском районе" гласил:

1. Образовать в Стерлитамакском районе Золотоношский сельсовет с административным центром в деревне Золотоношка.
2. Включить в состав Золотоношского сельсовета деревню Золотоношка, исключив её из Тюрюшлинского сельсовета.
3. Установить границу Золотоношского и Тюрюшлинского сельсоветов согласно представленной схематической карте.

Закон Республики Башкортостан от 19.11.2008 № 49-з «Об изменениях в административно-территориальном устройстве Республики Башкортостан в связи с объединением отдельных сельсоветов и передачей населённых пунктов» гласил:

 "Внести следующие изменения в административно-территориальное устройство Республики Башкортостан:
40) по Стерлитамакскому району:

е) объединить Тюрюшлинский и Золотоношский сельсоветы с сохранением наименования «Тюрюшлинский» с административным центром в селе Тюрюшля.
Включить деревню Золотоношка Золотоношского сельсовета в состав Тюрюшлинского сельсовета.
Утвердить границы Тюрюшлинского сельсовета согласно представленной схематической карте.
Исключить из учётных данных Золотоношский сельсовет;

## Население
| 2002  | 2009  | 2010  | 2012  | 2013  | 2014  | 2015  |
| ----- | ----- | ----- | ----- | ----- | ----- | ----- |
| 1615  | ↗1783 | ↘1502 | ↗1515 | ↘1500 | ↘1456 | ↘1450 |
| 2016  | 2017  | 2018  |       |       |       |       |
| ↘1434 | ↘1408 | ↘1399 |       |       |       |       |

## Состав сельского поселения
| № | Населённый пункт | Тип населённого пункта       | Население |
| - | ---------------- | ---------------------------- | --------- |
| 1 | Тюрюшля          | село, административный центр | ↘917      |
| 2 | Золотоношка      | деревня                      | ↘563      |
| 3 | Покровка-Озерки  | деревня                      | ↗22       |